# Оливковоспинная тростниковая танагра
Оливковоспинная тростнико́вая тана́гра (лат. Mitrospingus oleagineus) — вид птиц отряда воробьинообразных. Птицы среднего размера, немного крупнее родственной темнолицей тростниковой танагры, с тусклым непримечательным серо-оливковым оперением и тёмно-серой маской, заходящей на лоб и стороны головы. Ареал оливковоспинной тростниковой танагры ограничен влажными лесами и их окраинами на склонах гор или тепуи на территории Венесуэлы, Гайаны и Бразилии. Птицы обычно встречаются в зрелых или старых тенистых вторичных лесах, реже — на границе леса. Питаются насекомыми, фруктами и ягодами преимущественно в подлеске и нижнем ярусе леса. Особенности размножения оливковоспинной тростниковой танагры изучены очень слабо.
Вид был описан Осбертом Сэльвином в 1886 году. Международный союз орнитологов относит оливковоспинную тростниковую танагру к роду тростниковых танагр и выделяет два подвида. В начале XXI века тростниковые танагры, зелёные ортогонисы и чёрно-пегие танагры были выделены в семейство Mitrospingidae.

## Описание
Птица среднего размера с телом длиной 19 см и массой 35,5—46 г. Оперение тусклое и непримечательное. Половой диморфизм выражен слабо. В описании Сэльвина у Mitrospingus oleagineus oleagineus длина крыла составляет 95—96 мм, хвоста — 87—89 мм, клюва — 17—18 мм. Согласно американскому орнитологу Джону Тодду Зиммеру, описавшему подвид Mitrospingus oleagineus obscuripectus, размеры обоих подвидов оливковоспинной тростниковой танагры схожи. У самцов подвида M. o. obscuripectus длина крыла составляет 91—94 мм, хвоста — 84—86 мм, клюва — 21,5—22,5 мм, предплюсны — 26 мм; у самок — 91 мм, 82 мм, 21 мм и 25,5 мм соответственно. Оливковоспинная тростниковая танагра крупнее темнолицей.
Оперение на лице оливковоспинной тростниковой танагры формирует маску: тёмно-серое на лбу и по бокам головы, немного светлее на горле и на шее спереди. На остальной части головы и на спине оперение тёмно-оливковое. Крылья довольно короткие и округлые. Кроющие перья крыла, второстепенные и третьестепенные маховые перья немного темнее, чем перья на спине, они отличаются более широкой лимонно-жёлтой полосой. Первостепенных маховых перьев девять. По их внешнему краю, а также по краю первостепенных кроющих перьев, проходит узкая серая полоса. Сами перья, как и перья хвоста, — тёмные. Хвост длинный и округлый. Оперение снизу оливково-жёлтое, более светлое на брюхе. Подвид M. o. obscuripectus отличается от номинативного более тёмным и оливковым оперением сверху и по бокам и более зелёным оперением снизу. Молодые птицы имеют более тусклое однотонное оперение, у них нет серой маски. По сравнению с темнолицей тростниковой танагрой маска на лице свинцово-серая, а не чёрная, горло светлее; кроющие перья крыла и второстепенные маховые перья не серовато-оливковые, а более жёлтые, так же как и оперение снизу. Перья с внутренней стороны крыла светло-серые с жёлтыми краями, а не серовато-оливковые, как у темнолицей тростниковой танагры.
Радужка глаза серая, в описании Зиммера — коричневая, у молодых птиц — буровато-серая. Клюв относительно тонкий: надклювье тёмное, а подклювье бледно-сизое. Ноги тёмно-серые.
Вокализация оливковоспинной тростниковой танагры представляет собой короткие сигналы «zweee-eet?» или «zwee-er-eet?». Они повторяются с интервалом в 1—3 секунды, одновременно может петь несколько птиц. Помимо них, птицы издают высокий и тонкий «seeep», протяжный «seeeeeek», жужжащий «pzzzzz, pzzzzz…», а также «tic’tic’tic». Они часто издают эти звуки во время поиска пищи, но так как сами сигналы довольно слабые и слышимые только на близком расстоянии, то оливковоспинные тростниковые танагры кажутся очень тихими.

## Распространение
Ареал оливковоспинной тростниковой танагры ограничен влажными лесами и их окраинами на склонах гор или тепуи. Птицы встречаются в Венесуэле, Гайане и Бразилии. Площадь ареала составляет 39 100 км². Ареал оливковоспинной тростниковой танагры не пересекается с ареалом родственной темнолицей тростниковой танагры, которая населяет густые кустарники и опушки леса на Карибском побережье в южной части Центральной Америки и в предгорьях Анд на северо-западе Южной Америки.
Оливковоспинная тростниковая танагра встречается в зрелых или старых тенистых вторичных лесах, реже её можно встретить на границе леса. В горах Сьерра-де-Лема птиц наблюдали в зрелых лесах и в густых низкорослых вторичных лесах, включающих представителей рода меластома (Melastoma) и произрастающих на белой песчаной почве. Этот вид заселяет районы на высоте 900—1800 метров над уровнем моря. В самые дождливые месяцы возможны высотные миграции, когда оливковоспинные тростниковые танагры перемещаются на более низкие высоты, но в целом считается, что они ведут оседлый образ жизни.
Подвид M. o. obscuripectus обитает в горах Сьерра-де-Лема и в области Гран Сабана (за исключением района горы Рорайма), в юго-восточной части штата Боливар на юго-востоке Венесуэлы, в Бразилии на горе Уеи (англ. Uei-tepui). Впервые был обнаружен 27 июня 1944 года на горе Птари (англ. Mount Ptari-tepui) на высоте 1600 м над уровнем моря. Зиммер особенно отметил, что отсутствие птиц на соседней Ауян-Тепуи может быть связано с крупным пожаром, который практически уничтожил тропический лес на высоте свыше 1100 м. Подвид M. o. oleagineus обитает в окрестностях горы Рорайма на крайнем юго-востоке Венесуэлы и на горе Твек-квей (англ. Mount Twek-quay), расположенной на территории соседней Гайаны, возможно, также встречается в Бразилии на склонах тепуи.
Несмотря на ограниченный ареал, численность вида остаётся стабильной, по другим данным — снижается. Международный союз охраны природы относит оливковоспинную тростниковую танагру к видам, вызывающим наименьшие опасения (LC). В Венесуэле значительная часть её ареала расположена на территории национального парка Канайма, который остаётся нетронутым из-за слабой заселённости региона. За исключением спорадической локальной добычи золота и алмазов, регион, в котором обитает оливковоспинная тростниковая танагра, почти не подвергается антропогенному воздействию, и в краткосрочной перспективе мало вероятно, что вид столкнётся с какими-то угрозами численности.

## Питание
Основу рациона оливковоспинной тростниковой танагры, как и других представителей семейства, составляют насекомые и фрукты, особенно ягоды представителей семейств меластомовые (Melastomataceae).
Птицы добывают пищу в подлеске, ниже среднего яруса леса, но иногда могут подниматься на высоту до 15 метров. Они тихо и методично обыскивают подлесок, подпрыгивая и всматриваясь в листву. Обычно снимают пищу с листьев во время коротких неуклюжих прыжков, иногда, чтобы схватить добычу, делают сложные движения. Могут искать добычу в ветках, коре, мхе или мёртвых листьях.
Оливковоспинные тростниковые танагры кормятся в небольших группах из птиц одного вида, численность которых составляет 5—20 особей, или в смешанных стаях. Возможно, составляют основу стай, которые кормятся в нижнем ярусе леса на тепуи.

## Размножение
Особенности размножения оливковоспинной тростниковой танагры изучены очень слабо. Предположительно, представители семейства откладывают 1—2 яйца и, возможно, кооперируются во время сезона размножения, помогая строить гнёзда и выкармливать птенцов. Кооперативное размножение часто встречается у птиц, традиционно относящихся к танагровым, — настоящих (Tangara), черноухих (Neothraupis), белопоясничных (Cypsnagra) танагр, хабий (Habia). Расположение гнезда и используемые для постройки материалы различаются у разных видов Mitrospingidae.

## Систематика
Вид был описан английским натуралистом Осбертом Сэльвином в 1886 году как Eucometis oleaginea на основании экземпляров птиц, полученных из коллекции Сэльвина и Фредерика Дьюкейна Годмана. Справочник The Birds of the World, выделяя два подвида, уточняет, что разница между ними крайне мала, и предлагает рассматривать вид как монотипичный. Международный союз орнитологов выделяет два подвида:
- Mitrospingus oleagineus obscuripectus Zimmer & Phelps, 1945 — юго-восток Венесуэлы и север Бразилии;
- Mitrospingus oleagineus oleagineus (Salvin, 1886) — восток Венесуэлы и Гайана.

В 1898 году американский орнитолог Роберт Риджуэй выделил род тростниковые танагры (Mitrospingus), который включал только темнолицую тростниковую танагру (Mitrospingus cassinii). По его словам, новый род следовало отнести к семейству вьюрковых (Fringillidae), хотя это и вызывало у учёного некоторые сомнения. В 1912 году немецкий орнитолог Ганс фон Берлепш отнёс к этому роду и оливковоспинную тростниковую танагру, которая получила своё современное название. В 1936 году австрийский орнитолог Карл Эдуард Хелльмайр предположил, что этих птиц можно объединить в один вид. Вместе с тем они заметно различаются вокализацией и поведением.
Роды тростниковые танагры, зелёные ортогонисы (Orthogonys) и чёрно-пегие танагры (Lamprospiza) учёные традиционно включали в семейство танагровых (Thraupidae). Кит Баркер (F. Keith Barker) и другие в 2013 году опубликовали результаты молекулярных исследований около 200 видов обитающих в Америке воробьинообразных птиц с девятью маховыми перьями. Построенное ими филогенетическое дерево показало несколько новых клад или обособленных групп, многие из которых было предложено выделить в отдельные семейства. В частности, авторы работы предложили выделить роды Mitrospingus, Orthogonys и Lamprospiza, представители которых обитают преимущественно в Южной Америке, в семейство Mitrospingidae. Исследователи полагают, что представители этого семейства произошли от общего предка темнолицей тростниковой танагры и чёрно-пегой танагры (Lamprospiza melanoleuca). В работе было также показано сестринское отношение этого семейства к кладе танагровых (Thraupidae) и кардиналовых (Cardinalidae).